# TNA Lockdown (2005)
Vous lisez un « bon article » labellisé en 2014.
Cet article concerne l'édition 2005 du pay-per-view Lockdown. Pour toutes les autres éditions, voir TNA Lockdown.
L'édition 2005 de Lockdown est une manifestation de catch (lutte professionnelle), télédiffusée et visible uniquement en paiement à la séance. L'événement, produit par la Total Nonstop Action Wrestling (TNA), a eu lieu le 24 avril 2005 à l'Universal Orlando Resort d'Orlando en Floride. Il s'agit de la première édition de Lockdown, pay-per-view annuel qui met en avant les matchs en cage, tous les matchs ayant lieu dans une structure surnommée Six Sides of Steel (six côtés d'acier) en référence au ring hexagonal utilisé par cette fédération. Kevin Nash, Diamond Dallas Page, A.J. Styles, Jeff Jarrett et The Outlaw sont les vedettes de l'affiche officielle.
Huit matchs ont lieu ce soir-là, dont un mettant en jeux un titre de la National Wrestling Alliance  (NWA), mais aussi un titre de la fédération ont été programmés. Chacun d'entre eux est déterminée par des storylines rédigées par les scénaristes de la TNA ; soit par des rivalités survenues avant le pay-per-view, soit par des matchs de qualification en cas de rencontre pour un championnat. L'événement a mis en vedette les catcheurs de la X division et du reste de la Total Nonstop Action Wrestling.
Le main event de la soirée est un Six Sides of Steel pour match afin de désigner le challenger pour le championnat du monde poids-lourds de la NWA de Jeff Jarrett. A.J. Styles remporte le match contre Abyss. Le Lethal Lockdown qui oppose la Team Nash (B.G. James, « Diamond » Dallas Page et Sean Waltman) à la Team Jarrett (Jeff Jarrett, The Outlaw et Monty Brown) sera remporté par la Team Nash. Le match pour le championnat de la division X (championnat de la division extrême) entre Christopher Daniels et Elix Skipper sera remporté par le champion Christopher Daniels.
Cette édition a été marquée par l'accident de Chris Candido, qui s'est cassé une jambe et démis une cheville. À la suite de complications sérieuses liées à son opération, il meurt le 28 avril 2005.

## Contexte

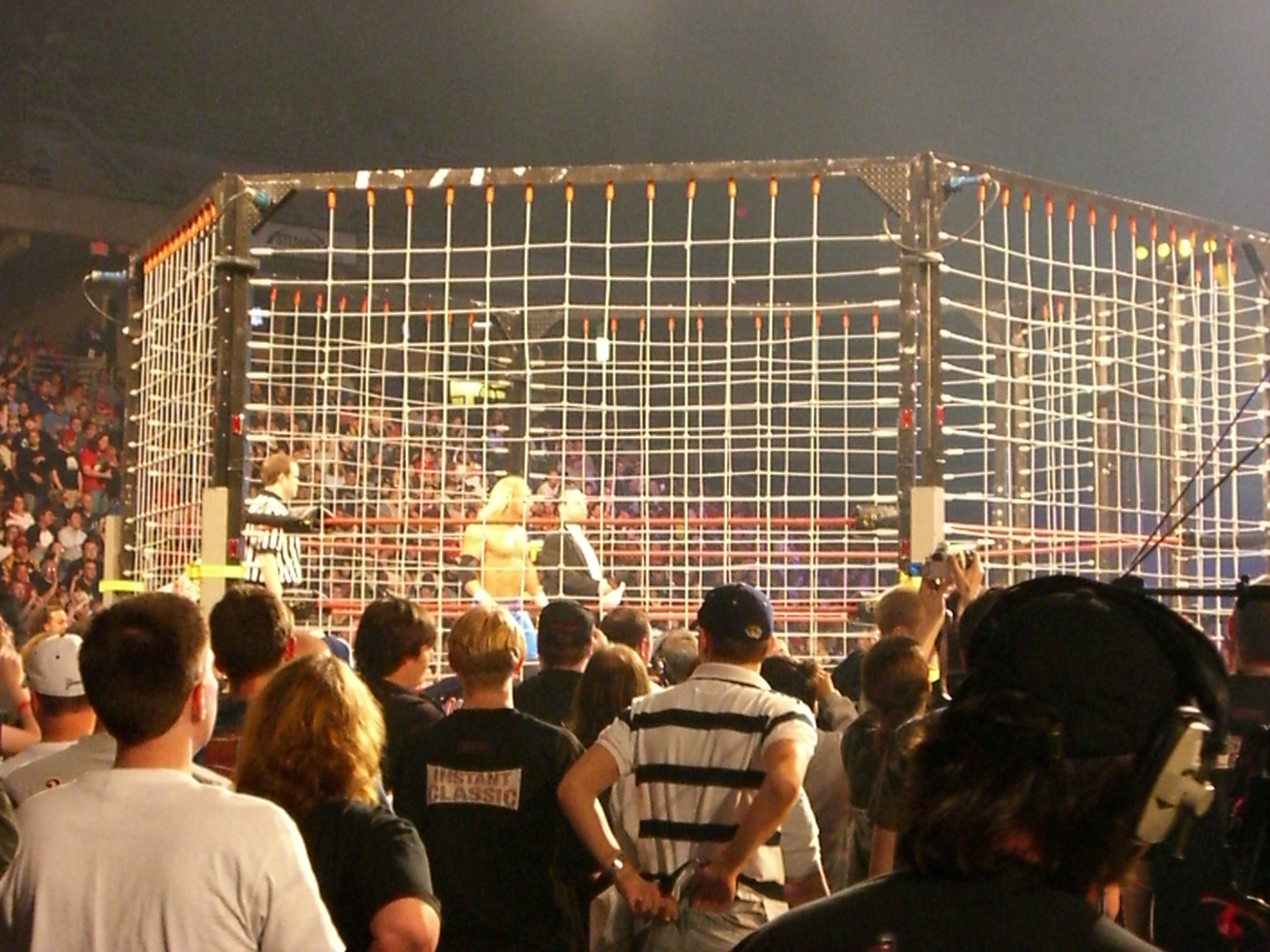
Cage entourant le ring spécifique à ce spectacle

Les spectacles de la TNA en paiement à la séance sont constitués de matchs aux résultats prédéterminés par les scénaristes de la TNA. Ces rencontres sont justifiées par des storylines — une rivalité avec un catcheur, la plupart du temps - ou par des qualifications survenues dans les émissions de la TNA telles qu’Impact! ou Xplosion. Tous les catcheurs possèdent un gimmick, c'est-à-dire qu'ils incarnent un personnage gentil ou méchant, qui évolue au fil des rencontres. Un pay-per-view comme Lockdown est donc un événement tournant pour les différentes storylines en cours.
Durant ce spectacle une variante de match en cage spécifique à la TNA a lieu, il s'agit du Xscape match et du Lethal Lockdown match.
Un Xscape match oppose généralement les catcheurs de la division X. Il s'agit d'un match opposant plusieurs catcheurs, le but est tout d'abord d'éliminer ses adversaires par tombé ou soumission puis une fois ne reste que deux hommes sur le ring ils doivent s'échapper de la cage pour remporter le match.
Le Lethal Lockdown match est un match en cage par équipe où les catcheurs peuvent venir avec des armes. Le combat commence avec un membre de chaque équipe sur le ring et où les autres membres arrivent à intervalle régulière. La victoire se fait par tombé ou par soumission de l'un des adversaires.

### Rivalité entre A.J. Styles et Abyss

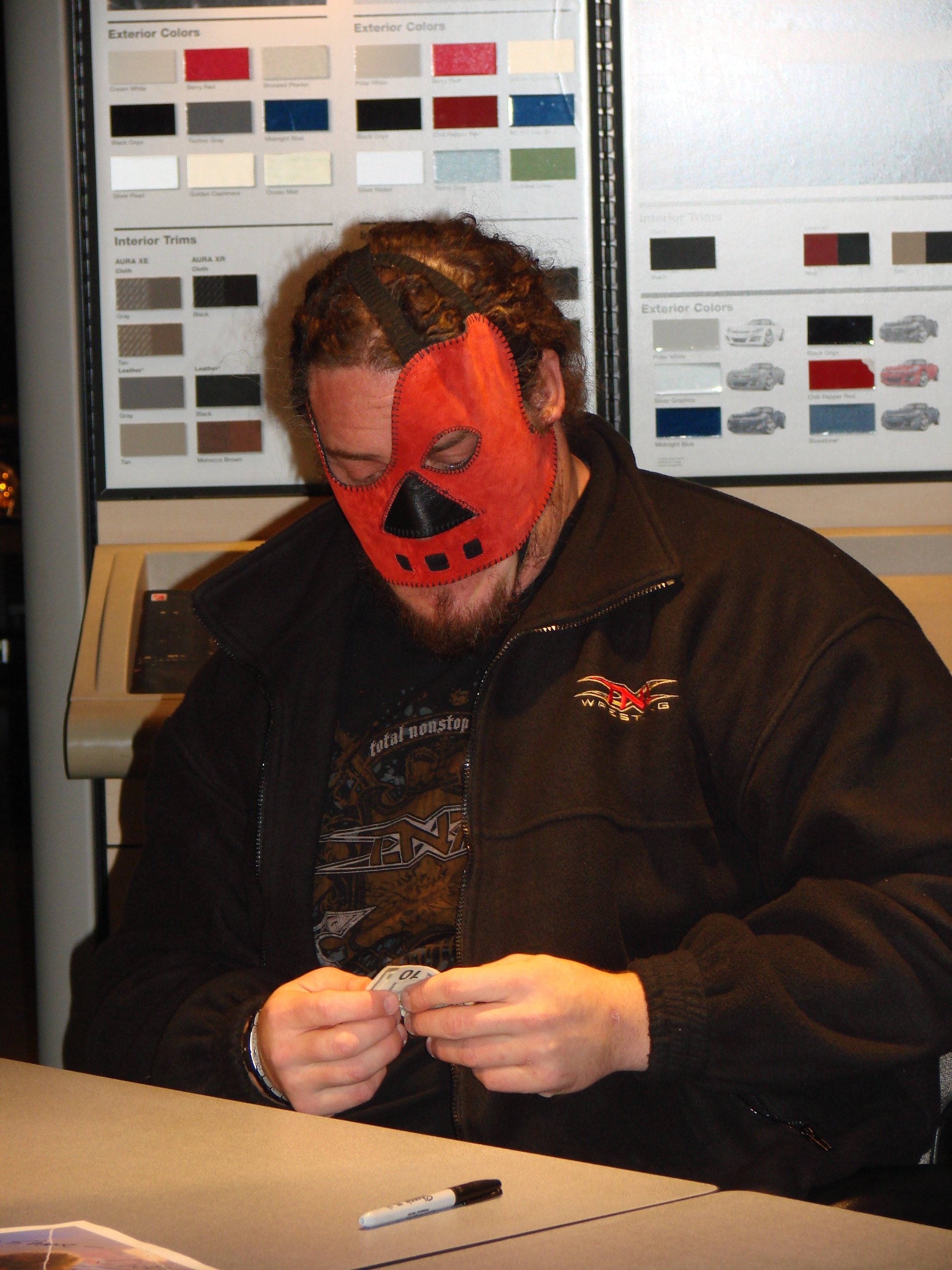
Abyss (ici en 2007) défend lors de Lockdown le match de championnat qu'il a gagné à Against All Odds

Le 13 février, lors de Against All Odds, Abyss bat Jeff Hardy dans un Full Metal Mayhem match, un match dont le but est de décrocher une enveloppe suspendue avec une échelle, et obtient grâce à cette victoire un match pour le championnat du monde poids-lourds de la NWA. Le 18 février, lors d'Impact! Abyss donne l'enveloppe à Traci qui doit la donner au directeur de l'autorité Dusty Rhodes. Le 25 mars à Impact!, Abyss agresse Traci dans le parking car elle n'a pas donné le contrat à Dusty Rhodes. A.J. Styles arrive alors et une rixe éclate entre les deux hommes. Le 8 avril, Dusty Rhodes annonce qu'un match opposera les deux hommes avec comme enjeu le championnat poids-lourds à Hardcore Justice.

### Rivalité entre Kevin Nash et Jeff Jarrett
À Against All Odds, Jeff Jarrett a conservé son titre de champion du monde poids-lourds de la NWA face à Kevin Nash. Durant ce match, The Outlaw intervient en faveur de Nash tandis que Sean Waltman vient en aide à Jarrett. Le 13 mars, à Destination X, Jarrett conserve son titre face à « Diamond » Dallas Page grâce à l'aide de Monty Brown. Le 18 mars, Nash demande à Dusty Rhodes un match par équipe à Lockdown. Le 8 avril, Rhodes officialise le match en expliquant la stipulation qu'est le Lethal Lockdown match.

### Rivalité entre Jeff Hardy et Raven
Le 25 mars à Impact!, Raven propose à Jeff Hardy de former une équipe mais ce dernier refuse, affirmant qu'il ne lutte que pour ses fans. Le 1er avril, Raven attaque Hardy alors que ce dernier affronte Abyss. La semaine suivante, Dusty Rhodes annonce que les deux hommes s'affronteront dans un Tables and chairs match à Lockdown.

### Rivalité entre Christopher Daniels et Elix Skipper pour le championnat de la division X
Le 18 mars à Impact!, à la suite de sa victoire face à Jerrelle Clark, Christopher Daniels, dans un monologue sur le ring, affirme être actuellement le cœur de la division X et s'autoproclame M.. TNA. Cependant, il se fait ensuite interrompre par Elix Skipper, son ancien coéquipier avec qui il formait avec Low Ki l'équipe Triple X, qui exprime son désaccord face aux propos de Daniels. Le 1er avril, Skipper remporte un Four Way Elimination match face à Chris Sabin, Michael Shane et Petey Williams pour déterminer le challenger pour le championnat de la division X de Daniels.

## Matchs

### Pré-show
Le spectacle débute avec un pré-show non diffusé. Le premier match de la soirée est un Three-way Tag team match, opposant 3Live Kru (Ron Killings et Konnan) à David Young (en) et Lex Lovett (en) à The Naturals (Andy Douglas et Chase Stevens), accompagnés par Chris Candido. 3Live Kru remporte le match après que Killings ait effectué un double underhook facebuster sur David Young avant de faire le tombé sur ce dernier.

### Matchs préliminaires
La diffusion du spectacle commence avec Kevin Nash faisant constater sa blessure à la jambe. Les commentateurs, Mike Tenay et Don West, annoncent alors qu'il ne pourra donc pas participer au Lethal Lockdown match programmé.
Le premier match diffusé oppose Chris Candido et Lance Hoyt à Apolo (en) et Sonny Siaki. Candido commence le match face à Siaki. Cependant, il se blesse rapidement à la cheville, son adversaire en profite pour faire le tombé sans succès. Candido rampe alors pour passer le relais à Hoyt avant d'être pris en charge par l'équipe médicale. Pendant le match, Mike Tenay annonce que Candido a une jambe cassée. Siaki et Apollo remporté le match, après que Siaki ait effectué un Splash du haut de la troisième corde avant de faire le tombé. Après le match, Andy Douglas et Chase Stevens attaquent Lance Hoyt,,.
Le match suivant est un match au meilleur des trois tombés, le troisième devant se faire avec la règle du Prince of Darkness où les deux catcheurs ont les yeux bandés. Il oppose Bobby Roode accompagné de Scott D'amore et de A-1 (en) à Dustin Rhodes. Dès le début du match, Roode réussi à faire un roll-up pour effectuer le premier tombé du match. Dustin réussit à faire le tombé sur son adversaire après un bulldog, une projection en avant depuis la troisième corde. Après cela, l'arbitre met des cagoules sur les visages des deux hommes afin de les aveugler. Dustin frappe l'arbitre qui s'évanouit et D'amore décide de jeter une chaise dans la cage. Il pénètre ensuite sur le ring pour aider Roode mais ce dernier le confond avec son adversaire et le frappe avec la chaise. Dustin récupère l'arme et réussit à frapper son adversaire au visage puis effectue le tombé pour remporter le match.
La rencontre suivante est un Xscape match entre Sonjay Dutt, Chris Sabin accompagné de Traci, Matt Bentley accompagné de Trinity et Shocker. Après 10 minutes de combat où les différents catcheurs s'affrontent sur le ring, Shocker élimine Dutt en faisant le tombé à la suite d'un twisting elbow drop, une descente du coude vrillée. Trinity qui est aux abords du ring, monte au sommet de la cage et porte un moonsault sur les trois hommes. Traci entre ensuite dans la cage par la porte pour agresser Trinity mais elle se fait sortir du ring par Bentley. Ce dernier se fait cependant éliminer par Sabin grâce à un Cradle-shock. Shocker et Sabin se retrouvent rapidement face à face au sommet de la cage où les deux hommes se battent. Ils sautent alors tous deux en dehors de la cage mais Shocker est plus prompt et remporte le match.
Après la victoire de Shocker vient un Tables and chairs match , le but étant de faire passer son adversaire à travers deux tables, opposant Jeff Hardy à Raven. Jeff réussit à faire passer son adversaire à travers une table qui était posée sur un coin du ring. Raven a ensuite une plaie ouverte au front à la suite d'un blading, qu'il a effectué pendant qu'il « vendait » l'impact. Hardy installe ensuite une table sur le ring puis y couche son adversaire avant de monter au sommet de la cage. Il effectue alors un Swanton Bomb, un saut avec une rotation de 270° où il atterrit sur le dos mais Raven a pu esquiver et Hardy est passé à travers la table. Par la suite, Raven installe toutes les quatre tables restantes sur le ring en deux étages et tente de coucher son adversaire au sommet de cet édifice mais Jeff Hardy le pousse dans l'ascension et effectue un saut au sommet de la cage qui brise trois tables et lui permet de remporter la rencontre.
America's Most Wanted (Chris Harris et James Storm) défendent ensuite leur championnat du monde par équipe de la NWA contre Team Canada (Petey Williams et Eric Young) accompagnés de A-1 (en). Il s'agit d'un Strap Flag Tag match, un match sans disqualification où les participants peuvent utiliser des ceintures et les drapeaux du Canada ou des États-Unis comme armes, la victoire s'obtenant par tombé ou soumission. Après 12 minutes de combat, Williams tente d'aveugler Storm avec de la poudre que lui a donné A-1 mais son adversaire lui porte un coup de pied et Williams se retrouve aveuglé. Il porte ensuite un Canadian destroyer sur Eric Young. Americas's Most Wanted en profitent pour exécuter leurs prises de finition en équipe, la Death Sentence sur Williams ; un Bear hug de Storm suivi d'un Diving leg drop, une descente de la jambe d'Harris depuis la troisième corde ; leur permettant de remporter le match.

### Matchs principaux
Le premier des matchs principaux met en jeu le championnat de la division X, opposant Christopher Daniels à Elix Skipper. Après 11 minutes de combat Skipper effectue un diving leg drop, un saut suivi d'une descente de la jambe sur son adversaire au sol, et tente le tombé sans succès. Daniels revient par la suite dans le match en effectuant notamment un double jump moonsault, un saut du haut de la troisième corde où il effectue un salto arrière pour retomber sur l'abdomen de son adversaire, et tente le tombé, mais là encore sans succès. Daniels tente de monter au sommet de la cage mais, une fois au sommet, Skipper réussit à déséquilibrer son adversaire et l'entrejambe de Daniels heurte le sommet de la cage. Ce dernier redescend alors et va vers l'arbitre pendant que Skipper monte au sommet de la cage pour effectuer un saut qui fait tomber Daniels et l'arbitre. Skipper retente le tombé mais son adversaire parvient à se relever. Daniels tente une première fois de placer l'Angel's Wings mais il est contré par Skipper. Toutefois, sa seconde tentative aboutit. Christopher Daniels fait alors le tombé sur son adversaire pour remporter le match et conserver son titre.
Après la victoire de Daniels vient le Lethal Lockdown match, un match en équipe sans disqualification où un membre de chaque équipe commence le match et, une fois que le dernier catcheur entre sur le ring, les catcheurs ont le droit de faire le tombé ou de soumettre un de leurs adversaires pour remporter le match. Il oppose la Team Nash (Sean Waltman, « Diamond » Dallas Page, et B.G. James) à la Team Jarrett (Jeff Jarrett, Monty Brown, et The Outlaw). Waltman commence le match face à Jarrett. Les deux hommes se battent dans le public avant de pénétrer dans la cage. Après cinq minutes de combat, The Outlaw entre sur le ring et attaque Waltman. « Diamond » Dallas Page entre dans la cage deux minutes plus tard et attaque Jarrett et The Outlaw avec un sabre de kendo. Monty Brown arrive ensuite avec une batte de baseball et s'en sert pour frapper Page puis Waltman. B.G. James est le dernier à arriver sur le ring et attaque Jarrett en dehors de la cage. Après quelques minutes de combat, Waltman réussit à faire le tombé sur Brown après avoir exécuté un hurricanrana pour donner la victoire à la Team Nash.
Le main event a opposé Abyss à A.J. Styles pour déterminer le challenger au championnat du monde poids-lourds de la NWA à Hardcore Justice. Avant qu'Abyss n'entre sur le ring, Styles l'attaque. Par la suite, les deux hommes se battent au sein du public. Après 8 minutes de combat, les deux hommes se retrouvent aux abords du ring. Abyss utilise alors la porte de la cage et blesse son adversaire sur le front. Deux minutes plus tard, les deux hommes sont sur le ring où Abyss amène une chaîne, une chaise et un sac qui s'avère être plein de punaises. Après plusieurs minutes de combat, Abyss ouvre le sac et dispose les punaises sur le ring et tente une powerbomb sur son adversaire qui le contre et porte son Styles clash, projetant violemment le torse d'Abyss dans les punaises. Styles tente le tombé, mais sans succès. Il monte ensuite au sommet de la cage. Dans le même temps, Abyss porte un chokeslam sur l'arbitre avant de rejoindre Styles au sommet de la cage pour l'attaquer avec la chaîne. Ce dernier est cependant projeté sur le ring par son adversaire après un sunset flip powerbomb, un salto avant suivi d'une powerbomb. Styles en profite pour réaliser le tombé et remporte le match.

### Tableau des matchs
| #                                                                | Match | Stipulation                                                                           | Durée |
| ---------------------------------------------------------------- | --- | ------------------------------------------------------------------------------------- | ----- |
| Pre-Show                                                         | 3Live Kru (Ron Killings et Konnan) battent David Young (en) et Lex Lovett (en), et The Naturals (Andy Douglas et Chase Stevens) (avec Chris Candido) | Three Way match                                                                       | 06:34 |
| 1                                                                | Apolo (en) et Sonny Siaki battent Chris Candido et Lance Hoyt                                                                                        | Six Sides of Steel cage match                                                         | 06:58 |
| 2                                                                | Dustin Rhodes bat Bobby Roode (avec Scott D'amore et A-1 (en)) - Rhodes fait le tombé à la suite d'un coup de chaise sur Roode (15:15)               | Six Sides of Steel                                                                    | 15:20 |
| 3                                                                | Shocker bat Matt Bentley (avec Trinity), Sonjay Dutt et Chris Sabin (avec Traci) - Shocker s'échappe de la cage (15:35)                              | Xscape match                                                                          | 16:14 |
| 4                                                                | Jeff Hardy bat Raven | Six Sides of Steel Tables match                                                       | 11:51 |
| 5                                                                | America's Most Wanted (Chris Harris et James Storm) (c) battent Team Canada (Petey Williams et Eric Young) (avec A-1 (en))                           | Strap match pour le NWA World Tag Team Championship                                   | 14:00 |
| 6                                                                | Christopher Daniels (c) bat Elix Skipper | Six Sides of Steel pour le TNA X Division Championship                                | 15:28 |
| 7                                                                | Sean Waltman, Diamond Dallas Page, et B.G. James battent Jeff Jarrett, Monty Brown, et The Outlaw                                                    | Lethal Lockdown                                                                       | 15:35 |
| 8                                                                | A.J. Styles bat Abyss | Six Sides of Steel pour devenir challenger pour le NWA World Heavyweight Championship | 18:00 |
| (c) désigne le(s) champion(s) défendant son titre dans le match. | |                                                                                       |       |

## Conséquences

### Décès de Chris Candido

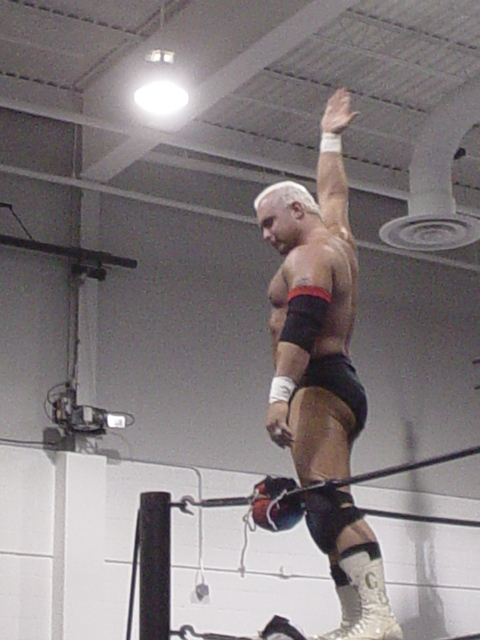
Chris Candido est mort des suites de ses blessures lors de Lockdown

Lors de son match en équipe, Chris Candido se blesse. Il a une fracture au tibia et au péroné ainsi qu'une cheville démise. Candido est opéré le lendemain, les chirurgiens lui posant des plaques et des vis sur ses os fracturés,. Il apparaît à l'enregistrement d’Impact! le 26 avril et assiste assis sur une chaise à la victoire de The Naturals face à America's Most Wanted qui remportent le titre de champions par équipe. Mais, dans la nuit du 28 avril, son état s’aggrave et il est amené à l’hôpital où il meurt à la suite d'un caillot sanguin lié à son opération. La TNA lui rend hommage à plusieurs reprises : d'abord lors de la diffusion de sa dernière apparition à Impact! le 29 avril, puis lors d'Hard Justice le 15 mai où une chaise vide symbolisant l'absence de Candido est laissée aux abords du ring. Le 11 août, la TNA annonce qu'elle organise un tournoi en équipe à la mémoire de Candido qui est diffusé le 26 août et le 2 septembre. La compétition voit la victoire d'Alex Shelley et de Sean Waltman,.

### Autres conséquences
Lors de son match face à A.J. Styles, Abyss s'est démis l'épaule et a été soigné par l'équipe médicale après le spectacle. À Impact, Dusty Rhodes annonce qu'A.J. Styles affrontera Jeff Jarrett pour le championnat du monde poids-lourds de la NWA à Hard Justice dans un special guest referee match, match dont l'arbitre sera Tito Ortiz. À Hard Justice, il remporte son match et devient champion du monde poids-lourds et conserve son titre jusqu'à Slammiversary, où Raven remporte la ceinture dans un King of the Mountain match (un match de l'échelle dont le but n'est pas de décrocher la ceinture qui est suspendue mais de l'accrocher).
Raven et Jeff Hardy continuent leur feud (rivalité scénaristique), un Clockwork Orange House of Fun match (un match de catch hardcore où le tombé peut s'effectuer partout) les opposant à Hard Justice est annoncé le 13 mai. Toutefois, Hardy ne vient pas au match et est remplacé par Sean Waltman, qui remporte le match. Raven remplace Jarrett au King of the Mountain match à Slammiversary pour remporter le titre de champion du monde poids-lourds.
Le 29 avril, Dusty Rhodes annonce un Gaunlet for the Gold 20 man match (un match opposant 20 catcheurs qui arrivent les uns après les autres après qu'un des hommes sur le ring est éliminé par tombé ou soumission) à Hard Justice pour déterminer le futur challenger pour le championnat du monde poids-lourds. Abyss remporte le match en éliminant en dernier Ron Killings.
Shocker est devenu le challenger au titre de championnat de la division X à la suite de sa victoire à Lockdown. Le 29 avril, il est annoncé que ce match aura lieu à Hard Justice. Lors du pay-per-view, Shocker perd son match de championnat.
The Naturals (Andy Douglas et Chase Stevens) ont un match pour le championnat par équipe de la NWA face à America's Most Wanted, qu'ils remportent, Chris Candido étant assis sur une chaise aux abords du ring. Le 6 mai, il est annoncé qu'America's Most Wanted ont droit à un match revanche à Hard Justice.

## Accueil et critique
Jason Clevett du Canadian Online Explorer attribue la note de 6 sur 10 à l'ensemble du spectacle. Il considère que l'équipe créative de la TNA en a fait trop et déclare « en avoir eu assez de voir la cage vers la fin du spectacle. ». Il a considéré le match entre A.J. Styles et Abyss comme étant « un combat qui a redonné de l'intérêt au spectacle, brutal et amusant. », le gratifiant d'une note de 8.5 sur 10. Le Lethal Lockdown match déçoit selon lui, étant un « pauvre hommage aux War Games match de la World Championship Wrestling » et note ce match moyen d'un 5 sur 10. La rencontre pour le championnat de la division X est jugée moyenne, il « s'attendait à mieux au vu du talent des deux hommes » mais il attribue néanmoins un 8 sur 10. Le pire match de la soirée est selon lui l'affrontement entre Dustin Rhodes et Bobby Roode, considérant que « l'aveuglement des deux adversaires à la fin du match est merdique. ».
Wade Keller du Pro Wrestling Torch note le match pour le championnat de la division X de 3,5 sur 5, jugeant que « c'est un bon match bien que Daniels et Skipper n'aient pas volé la vedette. ». Comme Clevett, il considère que le pire match de la soirée est celui opposant Dustin Rhodes à Bobby Roode, en attribuant un quart d'étoile seulement. Il explique son jugement en disant que « bien que le match en lui-même vaut plus qu'une étoile », sa note sanctionne les choix de l'équipe créative sur la fin du match. Enfin, il a noté le match entre Styles et Abyss de 3,5 sur 5 en déclarant que « si ce match aurait été le main event d'un spectacle sans autre match en cage il aurait mérité 4 étoiles. ».
Ronnie LaFianza du site internet 411mania a visionné le DVD du spectacle en avril 2010 et donne au spectacle la note de 8 sur 10. Il considère que le match entre Abyss et A.J. Styles est « un de ses matchs en cage favoris, le deuxième meilleur match de la TNA. » et le note de 4 étoiles trois-quarts.